# Граждана (Бузау)
Граждана (рум. Grăjdana) насеље је у Румунији у округу Бузау у општини Тисау. Oпштина се налази на надморској висини од 164 m.

## Становништво
Према подацима из 2002. године у насељу је живело 1013 становника, од којих су сви румунске националности.